# Stazione di Piane di Larino
La stazione di Piane di Larino era una fermata ferroviaria, posta sulla ferrovia Campobasso-Termoli, che serviva la contrada omonima del comune di Larino.

## Storia
La fermata di Piane di Larino venne attivata il 20 giugno 1939; venne soppressa, insieme ad altri impianti della linea, il 15 dicembre 2001.